# Bukit Kawa
Bukit Kawa är en kulle i Indonesien.   Den ligger i provinsen Aceh, i den västra delen av landet, 1 600 km nordväst om huvudstaden Jakarta. Toppen på Bukit Kawa är 58 meter över havet.
Terrängen runt Bukit Kawa är platt.Runt Bukit Kawa är det ganska tätbefolkat, med 52 invånare per kvadratkilometer. Omgivningarna runt Bukit Kawa är en mosaik av jordbruksmark och naturlig växtlighet.